# Asplundia heteranthera
Asplundia heteranthera är en enhjärtbladig växtart som beskrevs av Gunnar Wilhelm Harling. Asplundia heteranthera ingår i släktet Asplundia och familjen Cyclanthaceae. Inga underarter finns listade.